# Chrysolina herbacea
Chrysolina herbacea је врста тврдокрилца из породице буба листара (Chrysomelidae). Готово увек се налази на нани, па се то одражава на њено име у многим језицима.

## Опис
Инсект је металик зелен, али поједини примери имају златан или пурпурни прелив. Разлике у боји постоје, и то у распону од златноцрвене до тамноплаве. Ноге и пронотум ове бубе су исте боје.
Chrysolina herbacea је крупна, дуга, овалног облика. Одрасли инсекти су дуги 8–11 мм, а ларве су црне, и такође се хране на лишћу нане. Одрасли инсекти имају функционална крила, али ретко лете.
На основу изгледа ову бубу је могуће побркати са ређом Chrysolina graminis,, али и са Cryptocephalus hypochaeridis, и Chrysolina coerulans.

## Распрострањење
Има је у целој Европи изузев Скандинавије и балтичких земаља. По свему судећи, има је у целој Србији.

## Станиште
Ова буба воли влажна станишта,  а може се наћи и у шумама, парковима и вртовима. Биљке хранитељке су из породице Lamiaceae, најчешће разне врсте нане.
У нашем поднебљу, овај инсект је активан од априла до септембра.
Одрасле бубе су дуговечне, могу да презиме и два пута.